# Atari Falcon030
L'Atari Falcon030, comunemente chiamato Atari Falcon, è un personal computer prodotto da Atari Corporation tra il 1992 ed il 1993.
Viene ritenuta una delle macchine Atari più popolari nel campo delle modifiche hardware; infatti grazie alle sue possibilità di espansione, sono stati prodotti numerosi acceleratori.

## Storia
Progettato con il nome in codice "Sparrow", fu messo in commercio nel tardo 1992; poco dopo la distribuzione, Atari incluse il sistema operativo MultiTOS in aggiunta al già presente TOS. TOS veniva caricato nella ROM, mentre MultiTOS veniva fornito su floppy disk e poteva venire caricato durante il boot da hard disk.
Nel 1993 venne definitivamente cancellato dalla produzione meno di un anno dopo, poiché Atari Corporation subì una profonda ristrutturazione logistico-organizzativa per poter commercializzare e supportare l'allora nuovo modello di punta, la console per videogiochi Atari Jaguar. Vennero anche prodotti dei prototipi  Falcon040, la versione potenziata del Falcon030, basata sul potente Motorola 68040 dotato di FPU e inserito in versioni semidefinitive del case "microbox", ma cancellò il progetto in modo da indirizzare gli sviluppatori sul Jaguar.
Nel 1995, la società tedesca C-Lab acquistò i diritti del progetto dell'hardware del Falcon e iniziò la produzione di una versione proprietaria: il Falcon Mk I, dotato di TOS 4.04 e che presentava un buon numero di aggiornamenti al progetto originale, divenendo più adatto all'utilizzo in studi di registrazione, ed utilizzava uno chassis 19" 1U rack, con una tastiera esterna e abbastanza spazio per l'installazione di un hard disk SCSI.

## Descrizione
Aveva molte caratteristiche interessanti per l'epoca, era basato sul processore Motorola 68030, che svolgeva le funzioni principali della CPU, e su un secondo processore, il Motorola 56000 DSP, usato per la manipolazione digitale dei dati audio, che lo rendeva unico rispetto agli altri microcomputer dell'epoca. Aveva grafica e sonoro fortemente potenziati rispetto alle versioni precedenti delle macchine Atari, mentre l'uso del medesimo case dell'Atari 1040 ST - detto "microbox"- si traduceva in un minor costo di produzione e, conseguentemente, un minor costo per l'acquirente finale. 
Le prestazioni del Falcon non erano tuttavia all'altezza di quanto ci si poteva aspettare da un computer di quel prezzo, principalmente per il fatto che Atari aveva deciso di interfacciare il 68030 a 32 bit con un bus a 16 bit, decisione presa per mantenere una totale retrocompatibilità con l'Atari ST, il quale disponeva di un parco software più sviluppato.

## Specifiche tecniche
- Processore: Motorola 68030 a 16 MHz con cache di 256 byte per istruzioni e dati.
- FPU: opzionale Motorola 68881 oppure Motorola 68882
- DSP: chip DSP Motorola 56001 a 32 MHz.
- Grafica: CPU video "VIDEL".
  - Palette di 262,144 colori possibili.
  - risoluzione di 640 x 480 con 256 colori.
  - risoluzione di 640 x 400 con 65,536 colori.
  - co-processore grafico BLiTTER.
  - Retrocompatibilità con tutte le risoluzioni ST.
- Audio:
  - 8 canali stereo (16 mono) con audio DMA 16 bit audio fino a 50 kHz
  - suono SDMA /Co-processore DMA
  - Yamaha YM2149 a 3 canali PSG.
- Memoria: 1, 4, oppure 14 MB di RAM con 512 KB ROM.
- Velocità bus: 16 MHz, Ampiezza Bus: 16bit
- Drive e I/O
  - 2.5 inch IDE - interno
  - Floppy disk 3.5 inch - 1.44 MB - interno
  - Connettore esterno SCSI-II

NB:(Nella rivista ATARI italiana del lontano '90 si parlava per il falcon di chip audio a 14bit)

## Curiosità
È interessante notare che il case "microbox" progettato da Atari è molto simile a quello della PlayStation 2 di Sony, principalmente per il fatto che entrambi possono funzionare sia in posizione verticale che orizzontale. Questa caratteristica è citata perfino nel brevetto della PS2.